# إويرتون دا سيلفا
إويرتون دا سيلفا (بالبرتغالية: Ewerton José Almeida Santos‏) (23 مارس 1989 ببينيدو في البرازيل - ) هو لاعب كرة قدم برازيلي في مركز الدفاع. لعب مع أنجي محج قلعة وسبورتينغ براغا وسبورتينغ لشبونة ونادي سبورت ريسيفه ونادي كورينثيانس ألاغوانو وجمعية أرابيراكا الرياضية وOeste Futebol Clube ‏.

## وصلات خارجية
- إويرتون دا سيلفا على موقع الاتحاد الأوربي (الإنجليزية)
- إويرتون دا سيلفا على موقع قاعدة بيانات كرة القدم.إي يو (الإنجليزية)
- إويرتون دا سيلفا على موقع Soccerway.com (الإنجليزية)
- إويرتون دا سيلفا على موقع عالم كرة القدم.نت (الإنجليزية)
- إويرتون دا سيلفا على موقع AS.com (الإسبانية)